# Озожиці
Озожиці (пол. Ozorzyce) — село в Польщі, у гміні Сехниці Вроцлавського повіту Нижньосілезького воєводства.
Населення — 158 осіб (2011).
У 1975-1998 роках село належало до Вроцлавського воєводства.

## Демографія
Демографічна структура станом на 31 березня 2011 року:
|          | Загалом | Допрацездатний вік | Працездатний вік | Постпрацездатний вік |
| -------- | ------- | ------------------ | ---------------- | -------------------- |
| Чоловіки | 73      | 14                 | 51               | 8                    |
| Жінки    | 85      | 11                 | 52               | 22                   |
| Разом    | 158     | 25                 | 103              | 30                   |